# Антифонт
Антифо́нт от Афин (гръцки: Ἀντιφῶν, 5 век пр.н.е.) е философ-софист, част от натуралистическото течение в софистиката.

## Философия
Антифонт радикализира антитезата „природа“ и „право“, като утвърждава, че природата е истина, а позитивното право е мнението, като едното почти винаги е антитетично на другото. Така според Антифонт е необходимо да се следва природния закон, даже в нарушение на човешкия, ако това е нужно и ако не е наказуемо.
- Идеи за равенство:

Според Антифонт хората са равни (и еднакви) по своята природа, независимо от различията в техния произход и социален статус.